# Salomón Kalmanovitz
Salomón Kalmanovitz Krauter (Barranquilla, 12 de noviembre de 1943) es un economista y filósofo colombiano de ascendencia polaca y alemana. Kalmanovitz ha sido codirector del Banco de la República de Colombia, profesor e investigador de universidades colombianas e internacionales. Es conocido en la prensa como analista económico, desde 2007 escribe una columna de opinión semanal en el diario colombiano El Espectador. Ha publicado 14 libros además de diversos ensayos y artículos de investigación. Desde 2008 es miembro fundador de la revista Razón Pública.

## Biografía
Estudió filosofía y economía (Bachelor of Arts) en la Universidad de New Hampshire (1963-1967), e hizo estudios de postgrado en el New School for Social Research, Nueva York (1967-1970), con un título de Master of Arts y candidato al doctorado en Economía.
Fue investigador visitante en el Institute for Development Studies de la University of Sussex, Inglaterra, donde trabajó sobre teoría del desarrollo económico (1979-1980) y en el David Rockefeller Center for Latin American Studies de la Universidad de Harvard (2005-2006), en historia económica de Colombia.
Se desempeñó como profesor de Economía en la Universidad Nacional de Colombia (1970-1998) y decano de la Facultad de Ciencias Económicas (1990-1993). Ha colaborado como investigador con el CINEP, el Departamento Administrativo Nacional de Estadística y la Contraloría General. Fue también profesor de cátedra de la Universidad de los Andes (1973-1975) y dictó allí de nuevo un curso en 2001 y 2002. Mantuvo una cátedra en la Universidad Nacional de Colombia (2005-2006).
De 1993 a 2005 fue codirector del Banco de la República de Colombia. Se desempeñó hasta el 2013 como decano de Ciencias Económico-Administrativas de la Universidad Jorge Tadeo Lozano; siendo allí editor de la revista Tiempo y Economía. Es secretario permanente de la Asociación Colombiana de Historia Económica y miembro de la Academia de Ciencias Económicas.

## Publicaciones
- 2023: Breve Historia Económica de Panamá, Universidad de los Andes, Facultad de Economía
- 2022: Ejercicios de memoria, Debate
- 2017: Obra Selecta, Penguin Random House Grupo Editorial Colombia & Universidad de Bogotá Jorge Tadeo Lozano
- 2010 Nueva Historia Económica de Colombia
- 2004: Economía Y Nación, Grupo Editorial Norma ISBN 9786894222612
- 2003: Economía Y Nación: Una Breve Historia De Colombia, Grupo Editorial Norma ISBN 9789580471530
- 2003: Ensayos Sobre Banca Central En Colombia: Comportamiento, Independencia E Historia, Grupo Editorial Norma ISBN 9789580473930
- 2001: La Paz y Sus Principios, coautores: Diego Pizano Salazar y Eduardo Lora. Alfaomega Grupo Editor ISBN 9789586821926
- 1995: Economía Para Todos, coautores: Jorge Pulecio, Beethoven Herrera, Enrique López, Marla Patricia Ripoll, Ricardo Bonilla González, Álvaro Zerda, Ignacio Jiménez. Editora Fundación Friedrich Ebert de Colombia (FESCOL). ISBN 9589272487
- 1989: La encrucijada de la sinrazón y otros ensayos (Sociología y política), Tercer Mundo Editores ISBN 9789586012416
- 1982: El desarrollo de la agricultura en Colombia, C. Valencia Editores ISBN 9788482770932